# Pravna država
Pravna država je država u kojoj se država kao cjelina temelji na vladavini zakona i prava. Funkcioniranje vlasti nadzire neovisno pravosuđe, a slobode građana ne mogu se ograničavati izvan okvira koji su unaprijed zadani zakonima, donesenima u ustavnim poretkom uređenoj proceduri.
To znači da građani mogu očekivati na primjer, da se o njihovim građanskim sporovima i o njihovoj kaznenoj odgovornosti odlučuje sukladno zakonu i pred neovisnim sucem; da neće biti kažnjeni temeljem zakona koji nisu vrijedili u vrijeme kada su oni činili nešto "protuzakonito", i da se općenito izvršavanje vlasti provodi u granicama zadanima zakonom.
Izraz predstavlja odraz povijesnog razvoja države u okvirima zapadne civilizacije i zapravo predstavlja opis poimanja prava kakav postoji u Europi; suvremeni intelektualni koncept o "pravnoj državi" je razvijen u Njemačkoj ("Rechtsstaat"). Koncept je započeo, u svojim kasnim djelima, razvijati filozof Immanuel Kant (1724. – 1804), koji je zaključio da nije moguće ostvariti liberalnu demokraciju - koja u njegovo vrijeme zapravo još i nije postojala kao neka stvarnost - ako pripadnici naroda ne mogu svoja prava i slobode realizirati u kontekstu pouzdane i nepristrane primjene prava (tj., da je pravna država preduvjet demokracije). Koncept je zaokružio i popularizirao njemački pravnik Robert von Mohl (1799. – 1875.) u svojem djelu Die deutsche Polizeiwissenschaft nach den Grundsätzen des Rechtsstaates ("Njemačka policijska znanost prema načelima pravne države") iz 1832. godine.
Snažan poticaj za primjenu koncepta vladavine prava u Europi dali su Nürnberški procesi, kao reakcija na nacionalsocijalističku zlouporabu prava. Sukladno takvom konceptu, nakon završetka drugog svjetskog rata je međunarodnim sporazumima - u prvom redu (europskom) Konvencijom za zaštitu ljudskih prava i temeljnih sloboda iz 1950. godine - izrijekom propisana podložnost države i njenog pravnog sustava općim sustavu vrijednosti, naročito prava, ljudskih prava i slobode pojedinaca.
Sličan značaj na globalnoj razini imaju Međunarodni pakt o građanskim i političkim pravima i Međunarodni pakt o gospodarskim, socijalnim i kulturnim pravima - akti koje je 1966. godine donijela Opća skupština Ujedinjenih naroda, i koji su stupili na snagu 1976.  godine, nakon što se na njihovo provođenje obvezao dovoljan broj država.
Ti međunarodni dokumenti predstavljaju odjek iskustava (dobrih i loših) vodećih demokratskih zemalja; te ujedno predstavljaju izvor prema kojem se usklađuju poreci svih zemalja koje žele sagraditi sustav poštovanja ljudskih prava i sloboda.

## Filozofija
Prema stavovima koji su prihvaćeni od najvećeg dijela filozofa u krugu zapadne civilizacije, pravna država se protivi apsolutizmu, diktaturama i totalitarizmu, te sprječava despotizam.
Ideja pravne države je najuže vezana uz doktrinu diobe vlasti, koju je na filozofskoj razini - polazeći od dobrih tradicija organizacije državne vlasti u povijesti Europe - formulirao francuski filozof i politički mislilac Montesquieu (1689. – 1755.).

## Vanjske poveznice
- Legalis.hr  Arhivirana inačica izvorne stranice od 16. srpnja 2007. (Wayback Machine)